# Römischer Grabstein (Le Bar-sur-Loup)

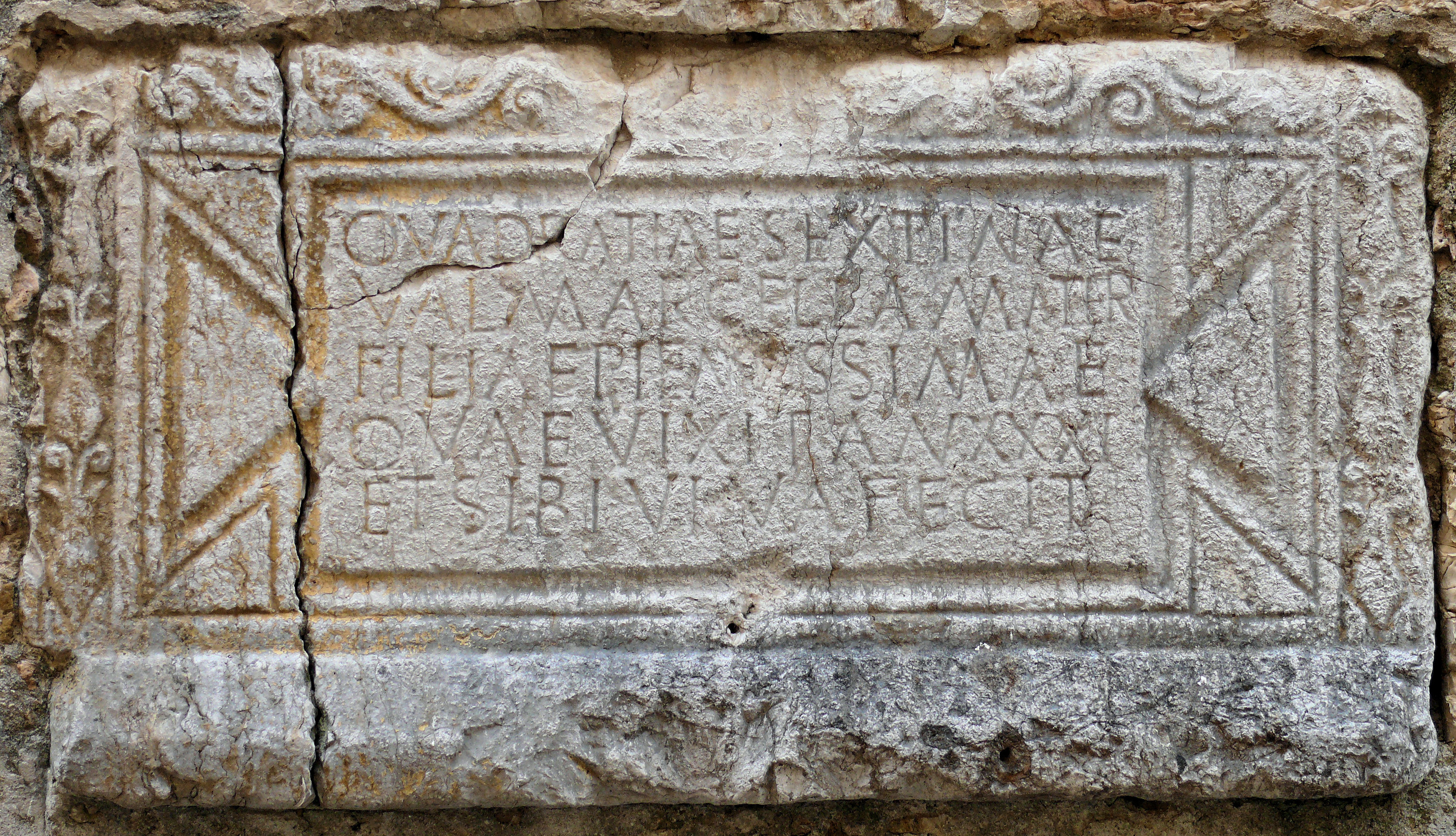
Römischer Grabstein in Le Bar-sur-Loup, Inschriftenseite

Der römische Grabstein in Le Bar-sur-Loup, einer Gemeinde im Département Alpes-Maritimes in der Region Provence-Alpes-Côte d’Azur, stammt aus dem 2. Jahrhundert nach Christus.
Der gut erhaltene römische Grabstein aus Kalkstein wurde an der Basis des Glockenturms der Kirche Saint-Jacques-le-Majeur vermauert.
Die Inschrift lautet:
Quadratiae Sextinae / Val(eria) Marcella mater / filiae pientissimae / quae vixit an(nos) XXXI / et sibi viva fecit
„Für Quadratia Sextina, die geliebte Tochter, die 31 Jahre lebte, und für sich selbst hat die Mutter Valeria Marcella [diesen Stein] zu ihren Lebzeiten errichtet.“